# 永和站 (承德县)
永和站是一个锦承线上的铁路车站，位于河北省承德县黄杖子乡，建于1936年，目前为四等站，邮政编码为067402。目前客运：办理旅客乘降；行李、包裹托运；货运：办理整车、零担货物发到。